# Sterrhochaeta pictipennis
Sterrhochaeta pictipennis là một loài bướm đêm trong họ Geometridae.